# Dawei
Dawei o Tavoy (birmà ထားဝယ်မြို့) és la capital de la divisió de Tanintharyi (Tenasserim) de Birmània, la més oriental del país. És també capital d'un districte de la divisió (districte de Dawei) i d'un township amb el seu nom. Té un port de mitjana importància i la seva població el 1983 era de 69.882 i el 2004 és d'uns 139.900 habitants. Està situada a la riba del riu del mateix nom.
Enfront de la ciutat, una mica al sud, comencen les illes de l'arxipèlag de Mergui. Hi ha prop de la ciutat la platja de Maungamagan que es perllonga per uns 12 km. Al sud de la ciutat hi ha la venerada pagoda de Shin Motehti, al nord la de Shin Datweh, i al promontori Dawei la de Shin Maw; també prop hi ha la de Lawka Tharaphu que té un Buda molt gran.

## Història
Al segle xviii una part de la població, que foren anomenats inthes (o fills del Llac) van sortir de la regió fugint dels conflictes més al nord entre birmans i tais, i es van establir a la zona del llac Inle als Estats Shan. La resta de la població va romandre a la regió i va anar agafant característiques pròpies; així avui parlen un dialecte del birmà amb influència del Mergui. La ciutat fou fundada vers 1751 i va servir aviat com a port de Siam. Va passar als britànics que la van ocuparr el 1824 i els fou cedida el 1826. Una antiga ciutat de Tavoy es troba al nord de la moderna. El 1887 es va formar la municipalitat. El 1896 es van afegir a la municipalitat dues poblacions properes. El 1901 tenia 23.371 habitants. Des del 1948 va operar a la regió un actiu grup del Partit Comunista de Birmània que el 1995 va esdevenir el Front Unit de Myeik-Dwei.